# Perdita Felicien
Perdita Felicien, kanadska atletinja, * 29. avgust 1980, Pickering, Ontario, Kanada.
Nastopila je na poletnih olimpijskih igrah v letih 2000 in 2004, ko je odstopila v finalu teka na 100 m z ovirami. Na svetovnih prvenstvih je v isti disciplini osvojila naslov prvakinje leta 2003 in podprvakinje leta 2007, na svetovnih dvoranskih prvenstvih naslov prvakinje v teku na 60 m z ovirami leta 2004 in podprvakinje leta 2010, na panameriških igrah pa dve srebrni medalji v teku na 100 m z ovirami. 